# Pierre Dalainzy
Pierre Dalainzy, né le 13 août 1904 à Lunéville (Meurthe-et-Moselle) et mort le 3 juillet 1981 dans la même ville, est un homme politique français.

## Biographie
Pharmacien, Pierre Dalainzy est conseiller général de Meurthe-et-Moselle de 1951 à 1976, dans le canton de Lunéville-Sud.
Il prend la présidence de la Croix Rouge à Lunéville en avril 1945 qu'il modernise pendant 33 ans jusqu'en mars 1978 laissant son poste au Dr Jean Bichat.
Il est aussi élu député de 1958 à 1967, dans la circonscription de Lunéville, au sein du groupe des Républicains Indépendants.